# William Horatio Happell
William Horatio Happell, britanski general, * 1890, † 1971.